# The Christmas Collection
The Christmas Collection är operapopgruppens Il Divos andra album. Det släpptes den 25 oktober 2005. Det producerades av Steve Mac.

## Låtförteckning
1. "O Holy Night" (4.02)
2. "White Christmas" (3.50)
3. "Ave Maria" (4.53)
4. "When a Child Is Born" (3.00)
5. "Adeste Fideles (O Come All Ye Faithful)" (3.48)
6. "Over the Rainbow" (4.04)
7. "Panis Angelicus" (3.46)
8. "Rejoice" (3.10)
9. "Silent Night" (3.33)
10. "The Lord's Prayer" (2.55)